# Tojixon Shodiyeva
Tojixon Toshmatovna Shodiyeva (em russo:  Таджихан Ташматовна Шадиева Tadjikhan Tachmatovna Chodieva; Fergana, Turquestão Russo, janeiro de 1905 — 1981) é uma ativista feminista e jornalista soviética uzbeque. Editora da Yangi yo'l, ela foi uma figura importante no feminismo uzbeque das décadas de 1920 e 1930, entre outras coisas, por meio de sua participação na campanha Hujum. Vítima dos grandes expurgos e condenada a um campo de trabalhos forçados, ela foi reabilitada após a morte de Josef Stalin.

## Biografia

### Juventude
Shodieyeva nasceu em Fergana em 1905 em uma família que vivia no setor de mineração. Entre as idades de onze e quinze anos, Shodiyeva é oferecida em casamento a um homem de cinquenta anos que já era casado. Como parte de uma campanha de Jenotdel, ela deixou este sindicato para se juntar a um Komsomol em Tashkent em 1921, uma cidade que ela se juntou a seu marido quando este voltou para seus estudos depois de se juntar a uma milícia comunista.

### Jornalismo
Em 1928, Shodiyeva foi nomeada redatora-chefe do jornal Yangi yo'l. Em seguida, ela substituiu Sobira Xoldarova, que ocupava o cargo desde a inauguração do periódico, em 1925. Com o jornal fundado como o braço de mídia da ala feminina do KPUz, ela foi uma das primeiras mulheres na Ásia Central a produzir conteúdo de mídia. Ela então se juntou a outras figuras centrais da imprensa feminina uzbeque da época, como Xoldarova, Oidin, Robiya Nosirova e Xosiyat Tillaxonova. Esta promoção, no entanto, não é atribuída às suas qualidades jornalísticas, mas sim à sua influência no KPUz. O período durante o qual Shodiyeva esteve à frente do jornal coincidiu com a campanha de Hujum, mas durou apenas cerca de um ano desde que ela deixou este posto em 1929.

### Ativismo político
Durante sua passagem por Komsomol, Shodiyeva subiu rapidamente na hierarquia. Ela foi enviada através do Uzbequistão para trabalhar com os moradores da ala feminina do partido. A partir de 1926, ela se tornou uma figura importante no Hujum, uma campanha soviética contra as práticas sociais tradicionais do Uzbequistão sobre as mulheres, onde ela fez parte do conselho de diretores. Nos mesmos anos, ela se juntou ao comitê central do KPUz. Em 1935, ela foi eleita para fazer parte do Comitê Executivo Central da União Soviética, cargo que ocupou até 1937.
Na década de 1930, Shodiyeva liderou a organização e propaganda nas fazendas coletivas do Uzbequistão, além de liderar uma seção local do partido. Como membro da liderança do KPUz, ela foi presa durante os Grandes Expurgos em 1937 e enviada para a Sibéria. Ela passou 19 anos no campo de trabalhos forçados de Magadan. Quando ela saiu, ela foi reabilitada como parte da desestalinização. Ela então administrou uma fazenda coletiva em Ferghana até sua morte em 1981.

## Vida pessoal
Casou-se pela primeira vez em uma idade jovem, ela se divorciou deste último durante sua estada em Komsomol. Mais tarde, ela se casou com Hodim-Tursun Shodiyev.

## Honras
Durante sua vida, Shodiyeva recebeu várias homenagens. Ela é feita membro da Ordem de Lenin, da Ordem da Revolução de Outubro, da Ordem da Insígnia de Honra e duas vezes da Ordem da Bandeira Vermelha do Trabalho. Suas honras foram retiradas dele em 1937, quando ele foi preso, mas restauradas durante sua reabilitação.
O nome de Shodiyeva é levado hoje por várias ruas da província de Ferghana. Além disso, a fazenda coletiva que dirigia no final da vida foi rebatizada em sua homenagem no final da década de 1980.